# Maria Golubnichaya
Mariya Vasilyevna Golubnichaya  (russe : Мария Васильевна Голубничая ; née le 24 février 1924 à Dubrovka et morte le 22 août 2015) est une athlète russe, spécialiste du 80 mètres haies.

## Carrière
Concourant sous les couleurs de l'URSS, elle remporte la médaille d'argent du 80 mètres haies lors des Jeux olympiques de 1952, à Helsinki, s'inclinant avec le temps de 11 s 1 face à l'Australienne Shirley Strickland, auteur d'un nouveau record du monde en 10 s 9.
En 1954, à Berne, Maria Golubnichaya devient championne d'Europe du 80 m haies en 11 s 0, devant l'Allemande Anneliese Seonbuchner.
Elle se classe cinquième des Jeux olympiques de 1956.

### Palmarès
| Date | Compétition           | Lieu      | Résultat | Épreuve    |
| ---- | --------------------- | --------- | -------- | ---------- |
| 1952 | Jeux olympiques       | Helsinki  | 2e       | 80 m haies |
| 1954 | Championnats d'Europe | Berne     | 1re      | 80 m haies |
| 1956 | Jeux olympiques       | Melbourne | 5e       | 80 m haies |

### Records
| Épreuve    | Performance | Lieu | Date |
| ---------- | ----------- | ---- | ---- |
| 80 m haies | 10 s 7      |      | 1956 |